# Ad nauseam
Ad nauseam er et latinsk udtryk, der betyder noget i retning af "til overflod", "til kvalmegrænsen", "til ækelhed". Det er et ofte anvendt udtryk i debatter, hvor man mener et emne er blevet diskuteret alt for meget.